# Västiträsket
Het Västiträsket is een meer in Zweden. Het ligt in de gemeente Luleå ten noorden van het dorp Niemisel. Het meer wordt door de Haparandalijn en een regionale weg in tweeën gedeeld. Het meer watert af via de Kvarnån.